# Raïon de Berazino
Le raïon de Berazino (en biélorusse : Бярэзінскі раён, Biarezinski raïon) ou raïon de Berezino (en russe : Березинский район, Berezinski raïon) est une subdivision de la voblast de Minsk, en Biélorussie. Son centre administratif est la ville de Berazino.

## Géographie
Le raïon couvre une superficie de 1 940,34 km2, dans l'est de la voblast. Il est limité au nord par le raïon de Baryssaw et le raïon de Kroupki, à l'est par la voblast de Moguilev (raïon de Bialynitchy), au sud par la voblast de Moguilev (raïon de Klitchaw et raïon d'Assipovitchy), et à l'ouest par le raïon de Tcherven.

## Histoire
Le raïon de Berazino a été créé le 17 juillet 1924.

## Population

### Démographie
Les résultats des recensements de la population (*) font apparaître une baisse presque continue de la population depuis 1959. Ce déclin s'est accéléré dans les premières années du XXIe siècle :
Recensements (*) ou estimations de la population :
| 1959*  | 1970*  | 1979*  | 1989*  | 1999*  | 2009*  |
| ------ | ------ | ------ | ------ | ------ | ------ |
| 48 327 | 44 254 | 38 478 | 35 476 | 33 340 | 25 031 |

### Nationalités
Selon les résultats du recensement de 2009, la population du raïon se composait de deux nationalités principales :
- 94,46 % de Biélorusses ;
- 3,96 % de Russes ;

### Langues
En 2009, la langue maternelle était le biélorusse pour 88,2 % des habitants du raïon de Berazino et le russe pour 10,7 %. Le biélorusse était parlé à la maison par 55 % de la population et le russe par 44,2 %.

## Folklore
Le rite du printemps de Juraǔski Karahod (village de Pahost) a été placé en 2019 par l'Unesco sur la Liste du patrimoine immatériel nécessitant une sauvegarde urgente.